# Chó sục bò Staffordshire
Chó sục lai bò Staffordshire hay Chó sục Bun Staffordshire (Staffordshire Bull Terrier) hay còn gọi là bécgiê mõm ngắn là một giống chó được lai tạo từ giống chó sục và giống chó Bun, có nguồn gốc từ Anh. Đây cũng được coi là một trong những giống chó nguy hiểm. Loài bécgiê mõm ngắn nổi tiếng là loài "gần gũi con người" trong hai thế kỷ nay và là loài thú nuôi dữ nhất nước Mỹ

## Tổng quan
Sự hợp huyết giữa giống chó sục với chó bò trong những năm đầu thế kỷ 19 đã đưa đến nguồn gốc phát sinh ra giống chó này. Bécgiê mõm ngắn xuất hiện đầu tiên ở khu mỏ Stafordsir thuộc Vương quốc Anh, nơi chúng được dùng để săn bò rừng và công việc này đã bị cấm từ năm 1835. Nó được lai tạo nhằm mục đích sãn sinh ra những con chó thiện chiến cho các cuộc chọi chó ở nước Anh thời đó, nhưng đến khi hoạt động này bị coi là bất hợp pháp, các nhà tạo giống đã tìm cách loại bỏ tính hiếu chiến ra khỏi bản tính của nó. Tuy nhiên, việc đạt đến kết quả rất chậm được thừa nhận, vì mãi đến năm 1935 câu lạc bộ Kennel của Anh mới ra mắt chú chó sục lai bò Staffordshire đầu tiên.

## Đặc điểm
Chiều cao chúng từ 35,5-40,5 cm, trọng lượng từ 12,7- 17,3 kg và thậm chí đến nặng từ 20 đến 30 kg. Giống chó sục Staffordshire được câu lạc bộ Kennel Mỹ công nhận vào năm 1974. Một dạng chó khác hơi khác biệt chút ít cũng rất phổ biến ở đây, được xếp thành một loại riêng có tên gọi là chó sục Staffordshire Mỹ, thường được viết tắt là Amstaffs. Những con chó giống này thì không đáng sợ bằng giống chó pit thuần chủng của Mỹ, mà lại khá giống với tổ tiên Anh của chúng về mặt tính tình. Đối với cả hai loại chó Staffordshire này thì người nuôi hoàn toàn có thể lựa chọn sắc lông tuỳ thích. Chúng có loại lông ngắn, nhiều màu.

## Tập tính

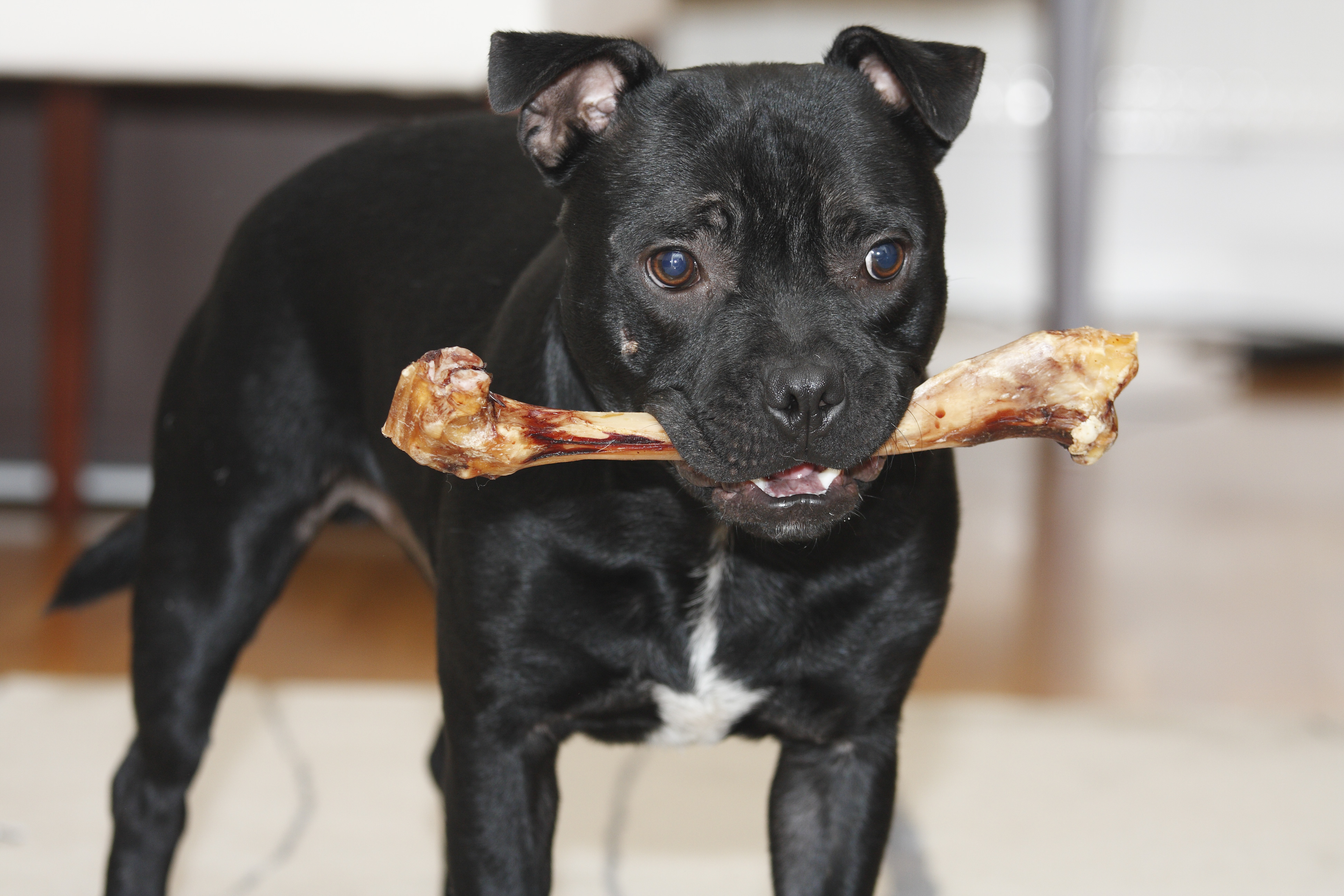
Một con chó sục lai bò đang gặm xương

Bản tính giống chó này khá là ngang ngạnh đôi lúc hung hăng vì trong huyết quản của chúng vẫn còn tồn tại khuynh hướng cắn xé những con chó khác thuộc bất kỳ giống nào băng ngang đường chúng đang đi. Do đó, điều kiện thiết yếu tiên quyết là phải có một chế độ rèn luyện chặt chẽ trước khi thả chúng ra ngoài, nhất là khi nuôi một con chó sục loại này ở vùng nông thôn, nơi mà chúng dễ đụng độ với những loại chó khác. Tuy vậy, khuynh hướng chung của chúng là trở thành những con thú nuôi trung thành và chúng thường tỏ ra là những lính gác quả cảm, sẵn sàng xả thân bảo vệ tài sản cho chủ mình.
Cùng với thời gian, loài bécgiê mõm ngắn được biết tới vì tính gan dạ, hiếu chiến và nhất là luôn dám "chiến đấu đến hơi thở cuối cùng". Chính điều này khiến chúng rất khát máu, ưa đớp bất cứ sinh vật nào ngoài đàn một cách lặng lẽ mà không cần gầm gừ, sủa dọa. Cũng chẳng như các loài chó khác là cắn rồi nhả ra ngay. Bécgiê mõm ngắn sau khi đớp nạn nhân bằng đôi hàm cứng như gọng kìm, tiếp tục day nghiến chỗ đang ngoạm cho đứt rời ra, cho tới lúc "con mồi" chết ngất mới thôi. Còn nếu như đối thủ của chúng là một con chó khác, thì chỉ có nước trong hai con phải có một con chết.

## Tấn công

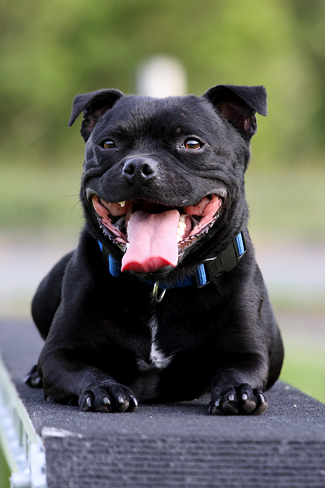
Chó sục lai bò

Số bécgiê mõm ngắn tại Mỹ hiện nay là một triệu con, tương đương với gần 2% tổng số chó nuôi tại gia trên cả 50 tiểu bang của nước này. Chúng đã cắn chết 7 người trên tổng số 13 người chết do thú nuôi tại gia gây ra trong nửa đầu năm 2005 ở Mỹ. Bécgiê mõm ngắn cũng là thủ phạm của hàng trăm vụ tấn công người, gây trọng thương, chủ yếu là người già và con trẻ. Có ý kiến cho rằng, Bécgiê mõm ngắn khát máu không khác gì loài cá sấu. Đã có hai con bécgiê mõm ngắn đã gây nên cái chết của một bé gái một tuổi rưỡi ở Oklahoma và một cụ ông 67 tuổi ở Ohio. Medisa Larabi, 5 tuổi ở Louisiana bị một con bécgiê mõm ngắn bất ngờ nhảy xổ lên cắn vào cổ, gây nên cái chết tang thương.
Hai anh em Bili, 4 tuổi và Johny Gorden, 11 tuổi, người Illinois đang chơi gần nhà, đột nhiên bị ba con bécgiê mõm ngắn lao vào cắn. Bé Bili không sống nổi vì hai vết thương quá nặng dọc cột sống...Người thanh niên 25 tuổi là chủ nhân của ba con chó hung dữ ấy bị kết án 5 năm tù giam vì tội vô ý gây chết người. Đây là trường hợp đầu tiên ở Mỹ, chủ nhân phải đi tù vì thú nuôi của mình cắn chết người khác. Tòa buộc tội chàng thanh niên nọ là vô trách nhiệm, thả chó mà không trông nom để dẫn đến hậu quả cực kỳ nghiêm trọng.

## Chọi chó
Tại 33 trong tổng số 50 tiểu bang của Mỹ thì việc tổ chức các trận đấu chó bị coi là một tội ác. Nhưng bất chấp điều này, nhiều trận đấu phi pháp vẫn diễn ra ngang nhiên, thu hút nhiều kẻ nuôi chó cảnh tham dự. Không loại trừ trường hợp có người cố tình nuôi giống bécgiê mõm ngắn tại gia chỉ vì mục đích kiếm lời qua các trận đấu. Tuy nhiên, tính hiếu chiến và khát máu của loài vật nuôi này cho đến nay vẫn chưa được người ta nghiên cứu đầy đủ để thuần hóa chúng.